# Wit Szostak

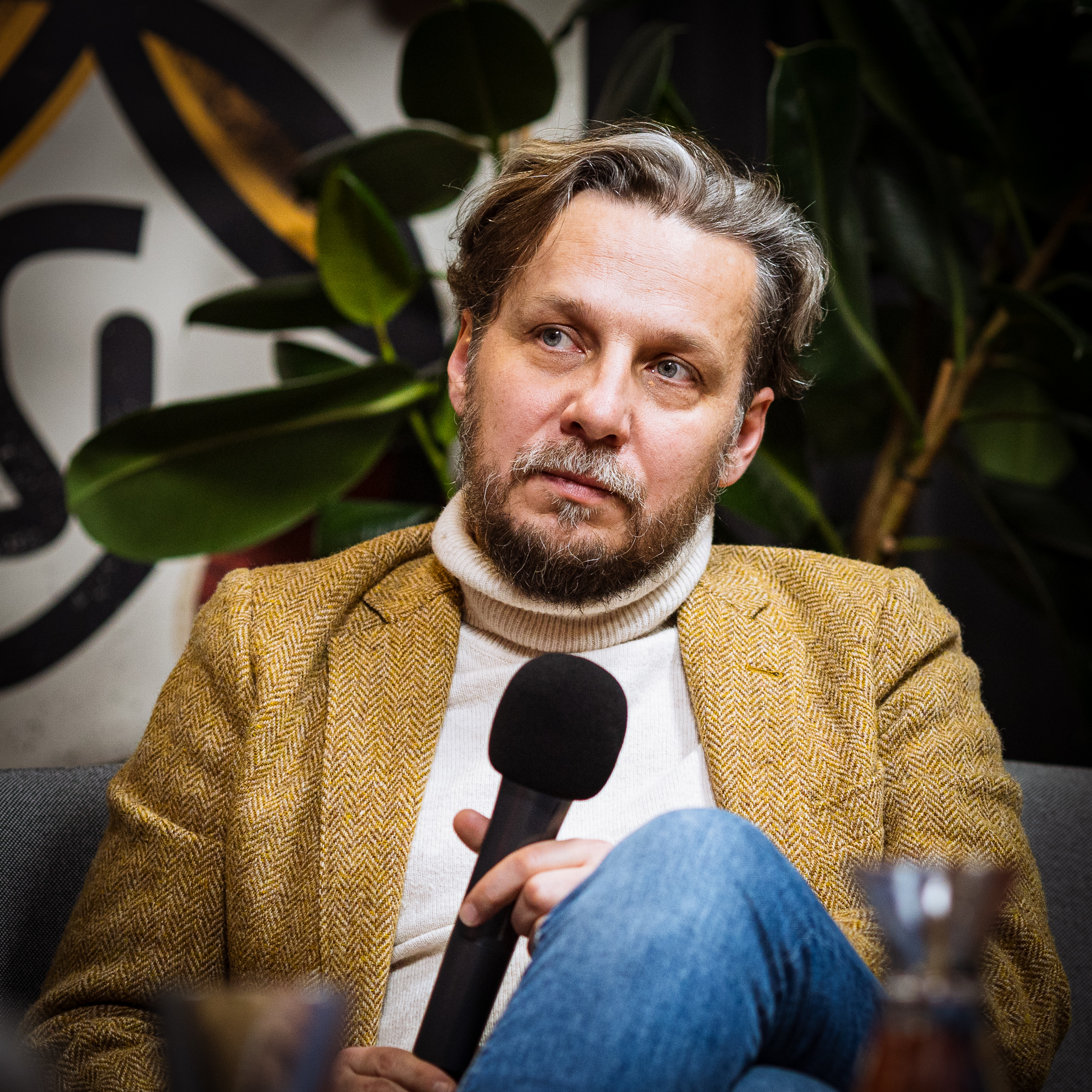
Wit Szostak

Wit Szostak, född 1976, är en polsk fantasyförfattare. Han avlade sin grundexamen i filosofi vid Påvliga teologiska akademin (Papieska Akademia Teologiczna) i Kraków.
Szostak debuterade 1999 med en novell i tidskriften Nowa Fantastyka. Hans debutroman Wichry Smoczogór utkom 2003.
Szostak är en kännare av folkmusiken. Han spelar själv fiol och säckpipa. Han är en beundrare av J.R.R. Tolkien. Szostak bor i Kraków.